# Das Recht der Stärkeren
Das Recht der Stärkeren ist ein deutscher Spielfilm von Sebastian Peterson. Er handelt von Rechtsextremismus und hat die Form eines fiktiven Video-Blogs. Im April 2023 kam der Film in die deutschen Kinos.

## Handlung
Eine Autobombe explodiert vor einem Berliner Kino, in dem gerade die Premiere eines israelischen Filmes stattfindet. Die Attentäterin ist Jana, 18 Jahre – sie kommt bei dem Anschlag selbst ums Leben. Der einzige Hinweis auf ihr Motiv ist Janas Vlog auf Social Media. Er zeigt, wie Janas Alltag aussieht: Sie arbeitet in einer Behinderten-Werkstatt und vertreibt sich die Zeit mit sozialen Netzwerken, wo sie unter verschiedenen Fake-Accounts provokante Posts absetzt. So kommt sie in Kontakt mit einer rechten Gruppe. Diese Leute sind ganz anders, als sie sich vorgestellt hat: Sie diskutieren viel und machen ständig aufregende Sachen. Wegen ihrer vielen Follower hat Jana sofort einen gewissen Status. Mit jedem Treffen identifiziert sie sich mehr – immer extremer werden ihre politischen Ansichten, immer gewagter die gemeinsamen Aktionen. Sie verliebt sich in einen der Jungs und merkt nicht, dass sie dazu benutzt wird, einen fatalen Selbstmord-Anschlag auszuführen.

## Hintergrund
Das Budget wurde über ein Crowdfunding organisiert. Um den typischen Look eines Video-Blogs zu erreichen, wurde der Film mit einem Handy gedreht. Die Uraufführung fand am 26. Oktober 2022 bei den Internationalen Hofer Filmtagen statt.

## Kritiken
„Der Film beeindruckt mit seiner realitätsnahen, rauen Inszenierung.“

„Famose Hauptdarstellerin Irina Usova“

## Auszeichnungen
Das Recht der Stärkeren wurde für den Förderpreis Neues Deutsches Kino nominiert.